# 로이킴
로이킴(Roy Kim, 본명: 김상우, 1993년 7월 3일 ~ )은 대한민국의 가수이다.

## 학력
- 경복초등학교 (졸업)
- 휘문중학교 (졸업)
- Ashville school (보딩스쿨 졸업)
- 조지타운 대학교 (학사)

## 활동
데뷔
2012년 11월 27일 《슈퍼스타K 4》 결승 미션에서 선보인 자작곡 《스쳐간다》의 첫 싱글 발매에 이어 같은 달 30일 홍콩에서 열린 《2012 Mnet 아시안 뮤직 어워드》에서 데뷔무대를 가졌으며, 이듬해 4월 22일 싱글 <봄봄봄>을 발표하여 정식 데뷔하였다.

### 2012년 8월 ~ 11월: 슈퍼스타K4
2012년 대학 입학 전 Gap year를 이용하여 슈퍼스타K 4》에 본명 김상우로 참가했던 로이킴은 3차 예선에서 당시 심사위원이었던 이승철, 백지영에게 불합격을 받았지만 또다른 심사위원 이하늘의 슈퍼패스로 슈퍼위크에 진출하게 된다. 슈퍼위크 라이벌 미션에서 정준영과 함께 김광석의 ‘먼지가 되어’를 소화해 큰 인기를 얻었으며, TOP 12 합격 후 매주 생방송 무대에서 다양한 무대와 선곡을 선보였다. 특히 준결승전에서 부른 윤건의 '힐링이 필요해'는 《슈퍼스타K 4》 생방송 미션곡들 중 유일하게 대한민국 음원 전 차트에서 실시간 1위를 기록하며 로이킴은 《슈퍼스타K》사상 최고의 경쟁률인 2,083,447명의 참가 신청자를 제치고 《슈퍼스타K4》의 우승자가 되었다.
경연곡 목록
예선 경연곡
- 2차 예선: 이문세의 '빗속에서' (참가번호 B-77)
- 3차 예선: 데이미언 라이스의 'Volcano', 유재하의 '그대 내 품에'

슈퍼위크 경연곡
- 개별미션: 이문세의 '빗속에서', 마이클 잭슨의 'Man in the Mirror'
- 조별미션: 이상은의 '언젠가는'
- 라이벌미션: 김광석의 '먼지가 되어'

생방송 경연곡
- 2012.10.12 - 김동률의 '다시 사랑한다 말할까'
- 2012.10.19 - 이문세의 '휘파람'
- 2012.10.26 - 싸이의 '청개구리'
- 2012.11.02 - 김건모의 '서울의 달' (소미션 우승 with 클래지콰이의 호란 ‘로미오엔줄리엣(ROMEO N JULIET)')[4]
- 2012.11.09 - 사랑과 평화의 '한동안 뜸했었지'
- 2012.11.16 - 윤건의 '힐링이 필요해', 김광석의 '잊어야 한다는 마음으로'
- 2012.11.23 - 리쌍의 '누구를 위한 삶인가', 로이킴의 '스쳐간다'

음악 활동

### 2013년 - 2021년
정식 데뷔곡 <봄봄봄>을 포함하여 2013년 6월 발표한 정규 1집 Love Love Love로 《엠넷 아시안 뮤직 어워드》와 《골든 디스크》에서 그해 남자 신인상 등을 수상했다. 2014년 2집 Home에 이어 2015년 3집 북두칠성, 2017년 EP 개화기(開花期) 등 본인의 자작곡으로 구성된 정규음반 3장과 EP 1장 외에 다수의 싱글을 발매해 왔는데, 특히 2018년 2월 발매된 <그때 헤어지면 돼>는 가온 차트 공식 PLATINUM 스트리밍 (1억 스트리밍)을 달성했다. 2015년 드라마 피노키오의 OST 피노키오로 타이완 Hito 뮤직 어워즈에서 해외 아티스트 인기상과 APAN 스타 어워즈 베스트 OST상을 수상하였으며, 2016년에는 타이완 히트송 天黑黑(천흑흑)를 중국어로 리메이크한 <Cloudy day>를 발표하고 타이베이 단독콘서트와 말레이시아 프로모션 투어를 개최하였다. 2018년 4월 일본 팬미팅과 더불어 발매한 리패키지 앨범 《ROY KIM BEST》에 이어, JTBC 《비긴어게인2》에서 버스킹 무대에 올라왔던 곡들을 모은 라이브 앨범 《로이킴 라이브 in 비긴어게인2》을 발매하였다. 로이킴은 앨범, 광고음악, 로고송, 캠페인송, OST 등과 더불어 활발한 콘서트 활동을 펼치며 2019년 5월 조지타운 대학교 졸업 때까지 음악 활동과 학업을 병행했다.

 2020년 5월 27일 싱글 <살아가는 거야 (Linger On)>를 발표하고 같은 해 6월 해병대 병 1259기로 입대 1사단으로 실무배치를 받아 공정대대 저격반에서 복무를 마치고 2021년 12월 만기 전역하였다.

### 2022년 - 현재
군 복무 이후 2022년 10월 선공개 발매한 이별 3곡의 완성작 <그때로 돌아가 (Take me back in time)>가 포함된 정규 4집을 발매하고 데뷔 10주년 콘서트를 개최하며 활발한 활동을 이어가고 있다

## 음반 목록
정규 앨범
정규 1집 《Love Love Love》
- 2013.06.25, 레이블 CJ E&M
- 2013.08.16, 타이완 한정판(DVD+CD) 워너뮤직 타이완
- 앨범 미디어 쇼케이스 (2013.06.25 @ 여의도 IFC M Pub)
- 로이킴의 Love, Love, Love 음악 감상회
- 《Love Love Love》 트랙 리스트 (총 재생 시간: 29:56)

| 트랙# | 제목               | 작사           | 작곡           | 편곡           | 재생시간 | 주                           |
| ----- | ------------------ | -------------- | -------------- | -------------- | -------- | ---------------------------- |
| 1     | Intro (My Forest)  |                | 김상우         |                | 0:54     | 로이킴숲에서 녹음            |
| 2     | 이 노랠 들어요     | 김상우         | 김상우. 정지찬 | 정지찬         | 3:29     |                              |
| 3     | 봄봄봄             | 김상우         | 김상우. 배영경 | 정지찬. 김성윤 | 3:28     | 싱글 선공개, 뮤직비디오      |
| 4     | 그대를 사랑한단 말 | 김상우. 정지찬 | 김상우         | 정지찬         | 4:13     |                              |
| 5     | Love Love Love     | 김상우         | 김상우         | 정지찬         | 3:36     | 타이틀 뮤직비디오            |
| 6     | 할아버지와 카메라  | 김상우. 정지찬 | 김상우         | 정지찬         | 3:46     | 초연: 2013년 5월 이대 대동제 |
| 7     | 도통 모르겠네      | 김상우         | 김상우         | 정지찬         | 3:40     | 초연: 2013년 5월 이대 대동제 |
| 8     | 나만 따라와        | 김상우         | 김상우         | 정지찬. 김현석 | 2:59     |                              |
| 9     | 12 O'Clock         | 김상우         | 김상우         | 정지찬         | 3:44     |                              |

정규 2집 《HOME》
- 2014.10.08, 레이블 CJ E&M
- 2014.11.21, 타이완 디럭스 에디션(CD+DVD) 워너뮤직 타이완
- 앨범발매 H.O.M.E. 버스킹
- 로이킴, 집으로 가는 길
- 《HOME》 트랙 리스트 (총 재생 시간: 32:39)

| 트랙# | 제목             | 작사   | 작곡   | 편곡   | 재생시간 | 주                                         |
| ----- | ---------------- | ------ | ------ | ------ | -------- | ------------------------------------------ |
| 1     | 영원한 건 없지만 | 김상우 | 김상우 | 정지찬 | 4:03     | 권오철의 천체사진을 배경으로 리릭비디오    |
| 2     | 가을에           | 김상우 | 김상우 | 정지찬 | 3:49     | 뮤직비디오                                 |
| 3     | HOME             | 김상우 | 김상우 | 정지찬 | 3:48     | 타이틀 뮤직비디오                          |
| 4     | 날 사랑한다면    | 김상우 | 김상우 | 정지찬 | 3:38     |                                            |
| 5     | 잘 있나요 그대   | 김상우 | 김상우 | 정지찬 | 3:20     | Feat. 정지찬                               |
| 6     | 롱디 (HOLD ON)   | 김상우 | 김상우 | 정지찬 | 4:11     | 초연: 2013년 7월 단독콘(서울)              |
| 7     | CURTAIN          | 김상우 | 김상우 | 정지찬 | 3:15     | Feat. Acoustic Guitar 정성하               |
| 8     | 멀어졌죠         | 김상우 | 김상우 | 정지찬 | 4:21     |                                            |
| 9     | THANK YOU        | 김상우 | 김상우 | 정지찬 | 3:34     | 초연: 2013년 12월 작은 콘서트 (보너스트랙) |

정규 3집 《북두칠성 (The Great Dipper)》
- 2015.12.04, 레이블 MMO-CJ E&M
- 2015.12.25, 타이완 디럭스 에디션 (DVD+CD) 워너뮤직 타이완
- 앨범 미디어 쇼케이스 (2015.12.03 @ 용산구 한남동 현대카드 라이브러리 언더스테이지)
- 로이킴 스타라이브 (2015.12.03 V앱 생중계])
- 《북두칠성》 트랙 리스트 (총 재생 시간: 31:36)

| 트랙# | 제목               | 작사   | 작곡   | 편곡   | 재생시간 | 주                                |
| ----- | ------------------ | ------ | ------ | ------ | -------- | --------------------------------- |
| 1     | 파도               | 김상우 | 김상우 | 정지찬 | 3:48     |                                   |
| 2     | 북두칠성           | 김상우 | 김상우 | 정지찬 | 3:48     | 타이틀 뮤직비디오                 |
| 3     | 바람에 날려본다    | 김상우 | 김상우 | 정지찬 | 3:59     |                                   |
| 4     | 떠나지 마라        | 김상우 | 김상우 | 정지찬 | 3:45     | 뮤직비디오                        |
| 5     | 나도 사랑하고 싶다 | 김상우 | 김상우 | 정지찬 | 3:00     | 뮤직비디오                        |
| 6     | Remember Me        | 김상우 | 김상우 | 정지찬 | 3:22     | 원래는 프로듀사 OST용으로 작곡    |
| 7     | 눈물 한 방울       | 김상우 | 김상우 | 정지찬 | 3:15     | 초연: 2014년 10월 오목공원 버스킹 |
| 8     | 남기고 떠나죠      | 김상우 | 김상우 | 정지찬 | 4:08     |                                   |
| 9     | The Lullaby        | 김상우 | 김상우 | 정지찬 | 3:35     | 초연: 2014년 5월 Asheville School |

정규 4집 《그리고 (,and)》
- 2022.10.25, 레이블 지니뮤직, Stone Music Entertainment
- ‘그리고, 로이킴’ (2022.10.23 네이버NOW 생중계)
- 《그리고 (,and)》 트랙 리스트 (총 재생 시간: 46:13)

| 트랙# | 제목                  | 작사   | 작곡   | 편곡          | 재생시간 | 주                                                                                       |
| ----- | --------------------- | ------ | ------ | ------------- | -------- | ---------------------------------------------------------------------------------------- |
| 1     | 괜찮을거야            | 김상우 | 김상우 | 정지찬        | 4:19     | 타이틀 뮤직비디오                                                                        |
| 2     | 그대에게 닿을 때까지  | 김상우 | 김상우 | 정지찬        | 3:36     | 멜로디 초연: 2013.1.30 KBS 키스 더 라디오 앞마당 콘서트 (정규 1집의 타이틀 후보곡)       |
| 3     | 그때로 돌아가         | 김상우 | 김상우 | 강화성        | 3:55     | 선공개 타이틀 뮤직비디오                                                                 |
| 4     | 어른으로              | 김상우 | 김상우 | 정지찬        | 3:45     |                                                                                          |
| 5     | 그냥 그때             | 김상우 | 김상우 | 김상우,정지찬 | 3:58     |                                                                                          |
| 6     | 시간을 믿어봐         | 김상우 | 김상우 | 정지찬        | 3:56     |                                                                                          |
| 7     | 들아봐                | 김상우 | 김상우 | 정지찬        | 4:32     |                                                                                          |
| 8     | 오늘 밤만큼은         | 김상우 | 김상우 | 정지찬        | 5:54     | 로이킴 기타 연주                                                                         |
| 9     | 결국엔                | 김상우 | 김상우 | 정지찬        | 4:04     | 정지찬, 박재정, 로이킴 3인이 목소리를 다르게 돌아가며 테이크를 쌓아 50인 코러스처럼 완성 |
| 10    | 괜찮을거야 (Inst.)    |        | 김상우 | 정지찬        | 4:19     |                                                                                          |
| 11    | 그때로 돌아가 (Inst.) |        | 김상우 | 강화성        | 3:55     |                                                                                          |

비정규 앨범
미니 1집 《開花期 (개화기)》
- 2017.05.16, 레이블 MMO-CJ E&M
- 2017.07.07, 타이완 디럭스 에디션 (DVD+CD) 워너뮤직 타이완
- 앨범 미디어 쇼케이스 (2017.05.16 @ 서울시 마포구 무브홀)
- 로이킴 X 디뮤지엄 (YOUTH) 음감회 (2017.05.16 @ 서울시 용산구 D 뮤지엄)
- 《開花期(개화기)》 트랙 리스트 (총 재생 시간: 21:17)

| 트랙# | 제목               | 작사           | 작곡                                 | 편곡                                 | 재생시간 | 주                                                                             |
| ----- | ------------------ | -------------- | ------------------------------------ | ------------------------------------ | -------- | ------------------------------------------------------------------------------ |
| 1     | 이기주의보         | 김상우, 장윤지 | Gustav Karlstrom, Lucas Brar, 조미쉘 | Gustav Karlstrom, Lucas Brar, 조미쉘 | 3:24     | 서브타이틀 뮤직비디오 인터내셔널 앨범에 영어 버전 포함                         |
| 2     | 예뻐서 그래        | 김상우         | 김상우                               | 정지찬                               | 3:49     | 2016년 말레시아 프로모션중 숙소 화장실에서 작곡                                |
| 3     | 문득               | 김상우, 박재정 | 김상우                               | 스코어                               | 3:47     | 타이틀 뮤직비디오 인터내셔널 앨범에 중국어 버전 포함                           |
| 4     | 근데 넌            | 김상우         | 김상우, 이난(ENAN)                   | 이난(ENAN)                           | 3:29     | 피아노로 작곡된 첫번째 곡                                                      |
| 5     | 상상해봤니         | 김상우         | 김상우                               | 정지찬                               | 3:51     | 2015년 유희열의 스케치북에서 《할머니의 편지》라는 제목으로 공개한 곡을 재구성 |
| 6     | Heaven (Solo Ver.) | 남혜승, 박진호 | 남혜승, 박진호                       | 남혜승, 박진호                       | 4:17     | 《쓸쓸하고 찬란하神 - 도깨비》 OST 듀엣버전을 솔로용으로 편곡                  |

리패키지 앨범
《ROY KIM BEST》
- 2018.05.16, 레이블 일본 PONY CANYON (CD+DVD)
- 로이킴의 일본 데뷔 앨범
- 《ROY KIM BEST》 트랙 리스트 (총 재생 시간:1:04:25)

| 트랙# | 제목                                                                                    | 작사                 | 작곡                                 | 편곡                                 | 재생시간 | 주                    |
| ----- | --------------------------------------------------------------------------------------- | -------------------- | ------------------------------------ | ------------------------------------ | -------- | --------------------- |
| 1     | 春 春 春(Bom Bom Bom)                                                                   | 김상우               | 김상우. 배영경                       | 정지찬. 김성윤                       | 3:29     | 데뷔 싱글 타이틀곡    |
| 2     | Love Love Love                                                                          | 김상우               | 김상우                               | 정지찬                               | 3:37     | 정규1집 타이틀곡      |
| 3     | 永遠なんてないけれども (영원한건 없지만)                                                | 김상우               | 김상우                               | 정지찬                               | 4:04     | 정규2집 수록곡        |
| 4     | 秋に (가을에)                                                                           | 김상우               | 김상우                               | 정지찬                               | 3:51     | 정규2집 수록곡        |
| 5     | Home                                                                                    | 김상우               | 김상우                               | 정지찬                               | 3:51     | 정규2집 타이틀곡      |
| 6     | ピノキオ (ドラマ『ピノキオ』より) (피노키오)                                            | 지훈, 구지안         | 로코베리                             | 로코베리                             | 3:35     | OST                   |
| 7     | It’s Christmas Day                                                                      | 김상우               | 김상우                               | 정지찬                               | 3:22     | 2014년 싱글           |
| 8     | 僕を愛していない (ドラマ『2度目の二十歳』より) (날 사랑하지 않는다)                     | 송희란, 빌리어코스티 | 빌리어코스티                         | 장제헌                               | 4:06     | OST, Album only       |
| 9     | 北斗七星 (북두칠성)                                                                     | 김상우               | 김상우                               | 정지찬                               | 3:48     | 정규3집 타이틀곡      |
| 10    | 離れないで (떠나지 마라)                                                                | 김상우               | 김상우                               | 정지찬                               | 3:46     | 정규3집 수록곡        |
| 11    | もしかしたら僕 (ドラマ『また！？オ・ヘヨン～僕が愛した未来(ジカン)～』より) (어쩌면 나) | 윤영준               | 윤영준                               | 윤영준, Klei                         | 3:31     | OST                   |
| 12    | HEAVEN (ドラマ『トッケビ～君がくれた愛しい日々～』より)                                 | 남혜승, 박진호       | 남혜승, 박진호                       | 남혜승, 박진호                       | 4:21     | OST                   |
| 13    | 自己注意報 (이기주의보)                                                                 | 김상우, 장윤지       | Gustav Karlstrom, Lucas Brar, 조미쉘 | Gustav Karlstrom, Lucas Brar, 조미쉘 | 3:24     | 미니1집 서브 타이틀곡 |
| 14    | 君がかわいいから (예뻐서 그래)                                                          | 김상우               | 김상우                               | 정지찬                               | 3:50     | 미니1집 수록곡        |
| 15    | ふと (문득)                                                                             | 김상우, 박재정       | 김상우                               | 스코어                               | 3:48     | 미니1집 타이틀곡      |
| 16    | 想像したことがある？(상상해봤니)                                                        | 김상우               | 김상우                               | 정지찬                               | 3:53     | 미니1집 수록곡        |
| 17    | その時に別れればいい (그때 헤어지면 돼)                                                 | 김상우               | 김상우                               | 강화성                               | 4:09     | 2018년 싱글           |

라이브 앨범
EP 《로이킴 라이브 in 비긴어게인2》
- 2018.06.21(1차 발매), 2018.07.03(추가 발매), 레이블 Stone Music Entertainment
- 자우림의 김윤아, 이선규, 윤건과 함께 《비긴어게인2》 선발대로 포르투갈에서 선보인 버스킹 음원을 담은 라이브 디지털 EP
- 《로이킴 라이브 in 비긴어게인2》 트랙 리스트 (총 재생 시간: 33:10)

| 트랙# | 제목          | 원곡 가수     | 원작자                                                                                           | 재생시간 | 주                                                                       |
| ----- | ------------- | ------------- | ------------------------------------------------------------------------------------------------ | -------- | ------------------------------------------------------------------------ |
| 1     | Gravity       | John Mayer    | John Mayer / Mike Perry                                                                          | 4:41     | Acoustic Guitar 김상우, Electric Guitar 이선규                           |
| 2     | Yellow        | Coldplay      | William Champion / Guy Rupert Berryman / Jonathan Mark Buckland/ Christopher Anthony John Martin | 4:27     | Acoustic Guitar 김상우, Electric Guitar 이선규                           |
| 3     | Love Yourself | Justin Bieber | Ed Sheeran / Benny Blanco / Justin Bieber                                                        | 3:44     | Acoustic Guitar 김상우, Chorus & Egg Shaker 김윤아, Cajon 이선규         |
| 4     | Hallelujah    | Leonard Cohen | Leonard Cohen                                                                                    | 3:34     | Acoustic Guitar 김상우, Electric Guitar 이선규, Keyboard 김윤아          |
| 5     | Stay With Me  | Sam Smith     | Jeff Lynne / Sam Smith / James Napier / Tom Petty / William Phillips                             | 2:55     | Acoustic Guitar 김상우                                                   |
| 6     | Fix You       | Coldplay      | Martin/ William Champion / Jonathan Mark Buckland / Guy Rupert Berryman                          | 4:45     | Acoustic Guitar 김상우, Chorus & Keyboard 김윤아, Electric Guitar 이선규 |
| 7     | Daughters     | John Mayer    | John Mayer                                                                                       | 3:16     | Acoustic Guitar 김상우                                                   |
| 8     | 상상해봤니    | 로이킴        | 김상우                                                                                           | 3:33     | 타이틀, Acoustic Guitar 김상우                                           |
| 9     | 그날들        | 김광석        | 김창기                                                                                           | 4:15     | Acoustic Guitar 김상우                                                   |

싱글
- 《It's Christmas Day》 (2014.12.19)

트랙 리스트
| 트랙# | 제목               | 작사   | 작곡   | 편곡   | 재생시간 | 주 |
| ----- | ------------------ | ------ | ------ | ------ | -------- | --- |
| 1     | It's Christmas Day | 김상우 | 김상우 | 정지찬 | 3:21     | 뮤직비디오, 2014년 전국투어중 부산 호텔방에서 작곡 로이킴 연말 콘서트 우리들의 겨울#2 콘서트에서 한정판 앨범 발매(2014.12) |

- 《그때 헤어지면 돼》 (2018.2.12) - 한정판 앨범 발매(2018.02), ROchestra 콘서트에서 〈우리 그만하자>가 함께 수록된 한정판 앨범 발매(2018.12)

트랙 리스트
| 트랙# | 제목                                 | 작사   | 작곡   | 편곡   | 재생시간 | 주 |
| ----- | ------------------------------------ | ------ | ------ | ------ | -------- | --- |
| 1     | 그때 헤어지면 돼                     | 김상우 | 김상우 | 강화성 | 4:09     | 뮤직비디오 학업으로 인한 활동 공백 기간의 본인과 팬들의 아쉬움을 롱디커플에 빗대어 쓴 곡으로 학기중 발표 써클 차트 공식 PLATINUM 스트리밍 (1억 스트리밍) |
| 2     | 그때 헤어지면 돼 (Inst. with Chorus) |        | 김상우 | 강화성 | 4:09     | 코러스에 조규찬 참여 |

- 《우리 그만하자》 (2018.9.18) - ROchestra 콘서트에서 〈그때 헤어지면 돼〉가 함께 수록된 한정판 앨범 발매(2018.12)

트랙 리스트
| 트랙# | 제목                  | 작사   | 작곡   | 편곡   | 재생시간 | 주                          |
| ----- | --------------------- | ------ | ------ | ------ | -------- | --------------------------- |
| 1     | 우리 그만하자         | 김상우 | 김상우 | 권영찬 | 4:19     | 뮤직비디오                  |
| 2     | 우리 그만하자 (Inst.) |        | 김상우 | 권영찬 | 4:19     | 어쿠스틱 기타에 임헌일 참여 |

- 《살아가는 거야 (Linger On)》 (2020.5.27)

트랙 리스트
| 트랙# | 제목                      | 작사   | 작곡   | 편곡   | 재생시간 | 주                             |
| ----- | ------------------------- | ------ | ------ | ------ | -------- | ------------------------------ |
| 1     | 살아가는 거야 (Linger On) | 김상우 | 김상우 | 정지찬 | 3:49     | 뮤직비디오, 해병대 입대전 발매 |
| 2     | 살아가는 거야 (Inst)      |        | 김상우 | 정지찬 | 3:49     |                                |

- 《그때로 돌아가 (Take me back in time)》 (2022.10.14)

트랙 리스트
| 트랙# | 제목                                 | 작사   | 작곡   | 편곡   | 재생시간 | 주                  |
| ----- | ------------------------------------ | ------ | ------ | ------ | -------- | ------------------- |
| 1     | 그때로 돌아가 (Take me back in time) | 김상우 | 김상우 | 강화성 | 3:55     | 정규4집 수록 선공개 |
| 2     | 그때로 돌아가 (Inst)                 |        | 김상우 | 강화성 | 3:55     |                     |

디지털 싱글
- 디지털 싱글《스쳐간다》 (2012.11.27) - 슈퍼스타K4 결승전 자작곡 미션 우승곡
- 디지털 싱글《봄봄봄》 (2013.04.22) - 데뷔싱글, 봄봄봄 게릴라 데이트 (2013.04.21 @ 남산 N서울타워)

```
 봄봄봄 리메이크: -
TV조선
 
신청곡을 불러드립니다 - 사랑의 콜센타
 
임영웅
 (《사랑의 콜센타 PART47》<봄봄봄>(2021.03.23)
              -
KBS 2TV
 
멀리서 보면 푸른 봄
 OST 
펀치
 《멀리서 보면 푸른 봄 OST Part.1》<봄봄봄>(2021.06.15)
```

- 디지털 싱글《너를 만나기 위해》 (2015.07.15) - 배다해와 듀엣, 팀 펫 레스큐(Team Pet Rescue)의 동물사랑 캠페인송[15]
- 콜라보레이션 싱글 《NEW DIRECTION `Winter Special`》〈This Christmas (Feat. 한해)〉(2015.12.15) - 이문세와 팬텀의 한해와 함께 부른 캐롤
- 디지털 싱글 《투유 프로젝트 - 슈가맨 Part.10》 〈야인〉(2015.12.23) - 2002년 드라마 야인시대 OST였던 강성의 원곡을 블랙아이드필승과 로이킴이 공동 편곡하여 록 버전으로 재해석
- 중국어 디지털 싱글《天黑黑(Cloudy Day)》 (대만 - 2016.06.17, 국내 - 2016.06.30,) - 손옌쯔(孙燕姿)의 원곡을 조커 (음악가)(이효석)의 편곡으로 리메이크
- 디지털 싱글《開花期(개화기)》미니 1집 인터내셔널 에디션 중 더블 타이틀곡 <문득>의 중국어버전과 <이기주의보>의 영어버전의 국내 발매 (2017.07.03)

참여 앨범
- 옴니버스《슈퍼스타 K4 Top 12 Part.1》〈먼지가 되어〉듀엣곡 (2012.10.15)
- 옴니버스《슈퍼스타 K4 Top 12 Part.2》〈휘파람〉(2012.10.22)
- 옴니버스《슈퍼스타 K4 Top 12 Part.3》〈청개구리〉(2012.10.29)
- 옴니버스《슈퍼스타 K4 Top 12 Part.4》〈서울의 달〉(2012.11.05)
- 옴니버스《슈퍼스타 K4 Top 12 Part.5》〈한동안 뜸했었지〉 (2012.11.12)
- 옴니버스《슈퍼스타 K4 Top 12 Part.6》〈힐링이 필요해〉 (2012.11.19)
- 옴니버스《불후의 명곡 - 전설을 노래하다 (고 김광석 20주기 1편)》 〈서른 즈음에〉(2016.01.23)
- 옴니버스 《복면가왕 66회》 〈사랑은 늘 도망가〉 〈제발〉(2016.07.03)
- 옴니버스 《복면가왕 68회》 〈그리움만 쌓이네〉(2016.07.17)
- 옴니버스 《불후의 명곡 - 전설을 노래하다 (윤종신 편)》 〈오래전 그날〉(2017.03.18)
- 옴니버스 《판타스틱 듀오 2 Part.13》 with 장윤정 〈첫사랑〉 (2017.08.27)
- EP 《It's Top 12》 〈Creep〉 듀엣곡 (2012.12.18)
- EP 《Story About : 썸, 한달》 Ep.5 〈너에겐 져버릴 거야〉 로이킴, 김선재 (디지털 싱글 - 2017.06.28, 앨범- 2017.07.05)
- 드라마 OST 《응답하라 1994 OST》 〈서울 이 곳은〉(응답하라 1994 OST Part1 디지털 싱글 - 2013.10.18, 감독판 앨범 - 2014.12.27) - 장철웅의 원곡을 두 개 버전으로 리메이크
- 드라마 OST 《피노키오 OST》 〈피노키오〉 (피노키오 OST Part2 디지털 싱글 - 2014.11.27, 앨범 - 2015,01.15, 대만판 앨범- 2015.02.04)[16]
- 드라마 OST 《두번째 스무살 OST》 〈날 사랑하지 않는다〉 (두번째 스무살 OST Part2 디지털 싱글 - 2015.09.04, 앨범 - 2015.10.16) - 빌리어코스티(홍준섭)과 작업
- 드라마 OST 《또! 오해영 OST》 〈어쩌면 나〉(또! 오해영 OST Part4 디지털 싱글 - 2016.05.24, 앨범 - 2016.06.28)
- 리메이크 《김광석, 다시》〈너에게 (with 로이킴)〉(디지털 앨범 - 2016.12.07, 한정판 LP - 2018.12) - 고 김광석 20주기 추모앨범 타이틀곡을 고인의 생전녹음 목소리와 듀엣으로 리메이크
- 드라마 OST 《쓸쓸하고 찬란하神 - 도깨비 OST》 〈HEAVEN〉 (쓸쓸하고 찬란하神 - 도깨비 OST Part12 디지털 싱글 - 2017.01.14, 앨범 - 2017.01.25) - 꽃잠프로젝트의 김이지와 듀엣
- 드라마 OST 《왕은 사랑한다 OST》〈Starlight〉(왕은 사랑한다 OST Part1 디지털 싱글 - 2017.07.18, 앨범 - 2017.09.19)
- 드라마 OST 《당신이 잠든 사이에 OST》 〈좋겠다〉(당신이 잠든 사이에 OST Part3 디지털 싱글 - 2017.10.05, 앨범 - 2017.11.17)
- 드라마 OST 《아는 와이프 OST》 〈왜 몰랐을까〉(아는 와이프 OST Part3 디지털 싱글 - 2018.08.23, 앨범 - 2018.09.21)
- 드라마 OST 《로맨스는 별책부록 OST》〈그대만 떠올라〉(로맨스는 별책부록 OST Part3 디지털 싱글 - 2019.02.17, 앨범 - 2019.3.17) - 작사에 참여
- 피쳐링 이소라 《October Lover》 디지털 싱글 - 2018.10.02 - MV 1.송원영 감독편, 2.표기식 작가편

## 콘서트
- 2012년
  - 《G마켓 콘서트》 게스트 (2012.12.12) 서울 고려대학교 화정체육관
  - 《슈퍼스타K4 Top12 콘서트》 (2012.12.20-21) SK올림픽핸드볼경기장
  - 《슈퍼스타K4 Top12 콘서트》 (2012.12.24) 인천 삼산월드체육관
  - 《슈퍼스타K4 Top12 콘서트》 (2012.12.25) 대구 EXCO
  - 《슈퍼스타K4 Top12 콘서트》 (2012.12.28) 광주 염주실내종합체육관
  - 《슈퍼스타K4 Top12 콘서트》 (2012.12.29) 수원실내체육관
  - 《슈퍼스타K4 Top12 콘서트》 (2012.12.31 : 2회 공연) 부산 KBS홀

- 2013년
  - 《Jason Mraz 내한공연》게스트 (2013.05.17) 서울 잠실종합운동장 보조경기장
  - 《원모어찬스 콘서트 '여름밤의 파티'》게스트 (2013.06.28) 서울 인터파크 아트센터
  - 《로이킴 첫 번째 콘서트》 단독 콘서트 (2013.07.06) 부산 KBS홀
  - 《로이킴 첫 번째 콘서트》 단독 콘서트 (2013.07.13-14) 서울 연세대학교 대강당
  - 《로이킴 첫 번째 콘서트》 단독 콘서트 (2013.07.19) 대전 충남대학교 정심화홀
  - 《로이킴 첫 번째 콘서트》 단독 콘서트 (2013.07.20) 대구 영남대학교 천마아트센터 그랜드홀
  - 《안산밸리 락페스티벌》 (2013.07.26) 대부도 바다향기테마파크 페스티벌파크 그린스테이지
  - 《슈퍼스타K5 올스타콘서트》 (2013.08.04) 서울 서울시청 광장
  - 《로이킴 팬미팅》 (2013.08.23) 서울 건국대학교 새천년관 대공연장
  - 《슈퍼스타K5 톱10 합동 콘서트》게스트 (2013.12.28) 서울 SK올림픽핸드볼경기장
  - 《로이킴 작은 콘서트 '우리의 겨울'》 (2013.12.29-30) 서울 연세대학교 백양콘서트홀
  - 《DJ DOC 착한 콘서트》게스트 (2013.12.31) 서울 SK올림픽핸드볼경기장

- 2014년
  - 《로이킴＆10cm＆정기고 콘서트 '6월의 Someday'》(2014.06.27) 서울 롯데호텔 크리스탈볼룸
  - 《슈퍼스타K6 올스타콘서트》(2014.08.15) 잠실실내체육관
  - 《2014 Soundberry Festa》(2014.08.16) 63컨벤션센터
  - 《로이킴 LIVE TOUR 'HOME'》 단독 콘서트 (2014.10.25-26) 서울 올림픽공원 올림픽홀
  - 《로이킴 LIVE TOUR 'HOME'》 단독 콘서트 (2014.11.01) 대구 경북대학교 대강당
  - 《로이킴 LIVE TOUR 'HOME'》 단독 콘서트 (2014.11.15) 대전 우송예술회관
  - 《로이킴 LIVE TOUR 'HOME'》 단독 콘서트 (2014.11.22) 부산 KBS홀
  - 《로이킴 LIVE TOUR 'HOME'》 단독 콘서트 (2014.11.29) 창원 KBS홀
  - 《로이킴 연말 콘서트 '우리의 겨울#2'》 (2014.12.20-21) 서울 연세대학교 대강당

- 2015년
  - 《Global Citizen 2015 Earthday concert》 (2015.04.18) 미국 워싱턴 D.C. 워싱턴 기념비 광장
  - 《서울재즈페스티벌 2015》 (2015.05.24) 서울 올림픽공원 체조경기장
  - 《원모어찬스 & 로이킴 콘서트캠퍼스 블루스》 (2015.06.27-28) 서울 연세대학교 대강당
  - 《KCON 2015 LA》 (2015.07.31-08.02) 미국 로스엔젤레스 스테이플스 센터
  - 《썸데이 페스티벌》 (2015.09.05-06) 서울 난지 한강공원
  - 《KCON 2015 제주》 (2015.11.07) 제주 제주종합경기장
  - 《로이킴 연말 콘서트 '북두칠성'》 (2015.12.18-20) 서울 연세대학교 백양콘서트홀
  - 《다비치 연말 콘서트 'WINTER HUG'》 게스트 (2015.12.31) 서울 연세대학교 대강당

- 2016년
  - 《뷰티풀 민트 라이프 2016》 (2016.05.14) 서울 올림픽공원 민트 브리즈 스테이지(88잔디마당)
  - 《2016 로이킴 작은 콘서트'쉼'》[17] (2016.07.16-08.14) 9회공연 서울 YES24 무브홀
  - 《2016 로이킴 첫번째 타이베이 콘서트 (2016 Roy Kim 首次台北演唱會)》 (2016.07.24) - 타이완 타이베이시 국제컨벤션센터(TICC)
  - 《래드캐럿 뮤직 페스티벌2016》 (2016.08.04) 여수 EXPO
  - 《2016 대구 포크페스티벌》 (2016.08.05) 대구 두류공원
  - 《FEVER FESTIVAL CONCERT - 부산》 (2016.08.15) 부산 해운대
  - 《로이킴 연말 콘서트 '로큐멘터리(ROcumentarY)'》 (2016.12.29-31) 서울 연세대학교 백양콘서트홀

- 2017년
  - 《어반 뮤직 콘서트 디에이드&로이킴》 (2017.02.19) 서울 코엑스 오디토리움
  - 《벚꽃피크닉페스티벌 2017》 (2017.04.08) 서울 여의도한강공원 민속놀이 마당
  - 《서울재즈페스티벌 2017》( 2017.05.28) 서울 올림픽공원
  - 《로이킴 LIVE TOUR in SEOUL》 단독 콘서트 (2017.06.24-25) 서울 블루스퀘어 삼성카드홀
  - 《로이킴 LIVE TOUR in DAEJEON》 단독 콘서트 (2017.07.01) 대전 충남대학교 정심화홀
  - 《로이킴 LIVE TOUR in DAEGU》 단독 콘서트 (2017.07.08) 대구 경북대학교 대강당
  - 《로이킴 LIVE TOUR in BUSAN》 단독 콘서트 (2017.07.15) 부산 KBS홀
  - 《2017 로이킴 크리스마스 콘서트 "Isn't He ROvelY"》 (2017.12.23-25) 서울 연세대학교 백양콘서트홀

- 2018년
  - 《서울재즈페스티벌 2018》 (2018.05.20) 서울 올림픽공원
  - 《필스너 파크 뮤직 페스티벌》 (2018.06.17) 서울 올림픽공원 88잔디마당
  - 《자우림, 단독 콘서트 <청춘예찬>》 게스트 (2018.07.08) 서울 서울 올림픽공원 올림픽홀
  - 《어반 뮤직 페스티벌》 (2018.07.22) 세종대학교
  - 《2018 대구 포크페스티벌》 (2018.07.27) 대구 코오롱야외음악당
  - 《2018 로이킴 라이브 피크닉〈로이로祭(제)》[18] (2018.08.04) 상명대학교 상명아트센터 계당홀
  - 《KCON 2018 LA》( 2018.08.12) 미국 로스엔젤레스 스테이플스 센터
  - 《썸데이 페스티벌》 (2018.09.02) 서울 난지 한강공원
  - 《제12회 2018 칠포재즈페스티벌》 (2018.09.07) - 포항칠포해수욕장 상설무대
  - 《2018 Voyage to Jarasum》 KT 자라섬 페스티벌 (2018.09.16) - 자라섬
  - 《2018 그랜드 민트 페스티벌》 (2018.10.21) - 서울 올림픽공원
  - 《2018 로이킴 라이브 투어 로케스트라(LIVE TOUR ROchestra)in Seoul》 단독 콘서트 (2018.12.15-16) 서울 블루스퀘어 아이마켓홀
  - 《2018 로이킴 라이브 투어 로케스트라(LIVE TOUR ROchestra)in Busan》 단독 콘서트 (2018.12.22) 부산 KBS홀
  - 《2018 로이킴 라이브 투어 로케스트라(LIVE TOUR ROchestra)in Gwangju》 단독 콘서트 (2018.12.24) 광주 김대중컨벤션센터 다목적홀
  - 《2018 로이킴 라이브 투어 로케스트라(LIVE TOUR ROchestra)in Incheon》 단독 콘서트 (2018.12.29) 인천 인천광역시문화예술회관 대공연장
  - 《2018 로이킴 라이브 투어 로케스트라(LIVE TOUR ROchestra)in Daegu》 단독 콘서트 (2018.12.31) 대구 영남대학교 천마아트센터 그랜드홀
  - 《2018 로이킴 라이브 투어 로케스트라(LIVE TOUR ROchestra)in Seongnam》 단독 콘서트 (2019.01.05) 성남 성남아트센터 오페라하우스

- 2022년
  - 《2022 로이킴 콘서트(,그리고)》 (2022.11.19-20) 서울 블루스퀘어 마스터카드홀
  - 《2022 박재정 콘서트 - 편지 2》 게스트 (2022.12.2) 서울 코엑스 신한카드 아티움
  - 《썸데이 씨어터 칸타빌레》 (2022.12.18) 서울 세종문화회관 대극장
- 2023년
  - 《2023 일상으로의 초대 - 광주》 (2023.02.25) 김대중컨벤션센터
  - 《어썸스테이지 in 서울 #2-3》 (2023.02.26) 블루스퀘어 마스터카드홀
  - 《2023 Soundberry Theater》 (2023.03.26) 블루스퀘어 마스터카드홀
  - 《2023 LOVESOME》 (2023.04.23) 잠실 종합운동장 올림픽주경기장
  - 《Beautiful Mint Life 2023》 (2023.05.13) 올림픽공원 88호수수변무대
  - 《메가필드뮤직페스티벌 2023》 (2023.06.17) 난지한강공원
  - 《Soundberry Festa‘ 23》 (2023.07.22) KBS 아레나 일대
  - 《Someday Festival 2023》 (2023.09.09) 난지한강공원
  - 《평화누리 피크닉 페스티벌 - 파주》 (2023.09.23) 임진각국민관광지평화누리야외공연장
  - 《2023 로이킴 콘서트 〈Roy Note〉》 (2023.12.01-03) 올림픽공원 올림픽홀
- 2024년
  - 《[설레는 그날] #2 로이킴, 박창근, 범진》 (2024.02.11) 경희대학교 서울캠퍼스 평화의전당
  - 《2024 어썸스테이지 [로이킴 x 멜로망스] - 부산》 (2024.02.25) BEXCO 오디토리움
  - 《2024 Soundberry Theater》 (2024.03.17) KBS 아레나
  - 《제17회 봄 고아웃캠프 - 고성》 (2024.04.20) 강원특별자치도 세계잼버리수련장
  - 《2024 LOVESOME》 (2024.04.28) 올림픽공원 88잔디마당
  - 《Beautiful Mint Life 2024》 (2024.05.11) 올림픽공원 88잔디마당
  - 《LIVE ON 로이킴X김필 - 대구》 (2024.06.01) 영남대학교 경산캠퍼스 천마아트센터
  - 《2024 팔레트 뮤직 페스티벌》 (2024.06.02) 서울어린이대공원 능동숲속의무대
  - 《로이킴&소란 - 부산》 (2024.07.27) 부산시민회관 대극장

## 기타 활동

### TV 프로그램
- 《쇼! 행운열차》 (2001년, KBS2)[19]
- 《슈퍼스타 K4》 (2012년, Mnet)
- 《슈퍼스타K4 Backstage》 (2012년, Mnet)
- 《와이드 연예뉴스》 (2012년, Mnet)
- 《비틀즈코드2》 (2012년, Mnet)
- 《슈퍼스타K4 TOP12 토크콘서트》 (2012년, Mnet) - 게스트
- 《슈퍼스타K 4ever 스페셜트랙》 (2012년, Mnet)
- 《윤도현의 MUST》 (2013년-72회, Mnet)- 출연진
- 《켠김에 왕까지》 (2013년-167회, OGN) - 출연진
- 《해피선데이:맘마미아》 (2013년-3회, KBS2) - 게스트
- 《밴드의 시대》 (2013년, Mnet)
- 《로이킴의 러브 러브 러브》 (2013년, Mnet)
- 《콘서트 7080》 (2013년, 2014년, 2015년, KBS1)
- 《열린 음악회》 (2013년, 2014년, 2015년, 2016년, KBS1)
- 《나 혼자 산다》 (2014년-18회, 2016년-160회 MBC) -게스트
- 《SBS 추석특집 프로그램 '열창클럽 썸씽'》(2014년, SBS)
- 《접속 2014 보관됨 2015-07-21 - 웨이백 머신》 (2014년, XTM x OnStyle) - 내래이션
- 《오늘부터 출근》 (2014년, tvN) - 1기 출연자
- 《매직아이》 (2014년-18회, SBS) - 게스트
- 《프로듀사》 (2015년, KBS2) - 신디 안티팬 역 (까메오)
- 《특별생방송 2015 대한민국 행복학교 박람회》 (2015년, KBS1) - 축하공연, 내래이션
- 《SBS 추석특집 프로그램 '어머니가 누구니'》(2015년, SBS)
- 《황금어장 라디오스타》(2015년-450회, MBC) - 게스트
- 《런닝맨》(2015년-272회, SBS) - 게스트
- 《제17회 한중가요제》 (2015년, KBS1, 중국 CCTV)
- 《투유 프로젝트 - 슈가맨》 (2015년-10회, JTBC) - 쇼맨
- 《수요미식회》 (2016년, 72회, tvN) - 게스트
- 《아버지와 나》 (2016년, tvN) - 출연진
- 《능력자들》 (2016년, 34회, MBC) - 패널
- 《현장 토크쇼 택시》 (2012년 268-269회, 2016년 443회, tvN) - 게스트
- 《어서옵SHOW》 (2016년: 14회, 17회, KBS2) - 재능기부자(영어회화)
- 《감성과학 프로젝트 - 환생》 (2016년 12월 28-29일, KBS1)
- 《1박 2일》 (2014년: 316-363회 쩔친특집, 2017년: 486-488회 1박 2일 10주년 주제곡 만들기 <이멤버 리멤버> with 차태현, 김준호 (희극인), 곽진언, KBS2) - 게스트
- 《불후의 명곡: 전설을 노래하다》 (2016년- 故 김광석편, 2017년- 윤종신편, 2017 상반기 결산 특집, KBS2)
- 《냉장고를 부탁해》 (2017년, 124-125회, JTBC) - 게스트
- 《너의 목소리가 보여 시즌4》 (2017년, 6회, tvN) - 초대가수
- 《백종원의 3대 천왕》 (2017년, 81회, SBS ) - 게스트
- 《대국민 토크쇼 안녕하세요》 (2013년, 2014년, 2015년, 2017년 KBS2) - 게스트
- 《배틀 트립》 (2017년, 48-49회, KBS2 ) - 게스트 with 에디킴, 박재정 (브루나이편)
- 《SNL 코리아 시즌9》 (2017년, 13회, tvN) - 호스트
- 《EBS 스페이스 공감》 (2014년-1080회, 2016년-1203회, 2016 리메이크 특집, 2017년-1341회 보관됨 2017-08-24 - 웨이백 머신, EBS)
- 《미스터리 음악쇼 복면가왕》 (2016년, 65-70회,2017년, 118-119회, MBC) - 제33, 34대 가왕 로맨틱 흑기사, 118-119회 패널
- 《문제적남자》 (2016년, 72회, 2017년, 119회, tvN) - 게스트
- 《인생술집》 (2017년, 31회, tvN) - 게스트
- 《더 스테이지 빅 플레저 (The Stage Big Pleasure)》 (2017년, EP.83, SBS MTV) - 게스트
- 《판타스틱 듀오 시즌2》 (2017년, 21-22화 여름방학 특집 판듀 스타워즈, SBS) - 11대 최종판듀: 장윤정 X 개포동 취중기타
- 《원나잇 푸드트립: 먹방레이스》 (2017년, OLIVE, tvN) - 출연자
- 《정글의 법칙 피지편》 (2017년, 33기, SBS) - 게스트
- 《비긴어게인2》 (2018년, JTBC) - 출연자
- 《한끼줍쇼》 (2018년-110회, JTBC) - 밥동무(게스트)
- 《유희열의 스케치북》 (2013년-195회, 2014년-246회, 2015년-277회,299회, 2016년-331회, 2017년-365회,366회, 2018년-403회, 411회, 424회 KBS2)
- 《더 시즌즈 - 박재범의 드라이브》 (2023년-9회, KBS2) - 게스트
- 《더 시즌즈 - 최정훈의 밤의공원》 (2023년-6회, KBS2) - 게스트
- 《K-909》 (2023년-19회, JTBC) - 게스트
- 《초대형 노래방 서바이벌 VS》 (2023년, tvN• MNet) - 출연진(프로듀서)
- 《더 시즌즈 - 이효리의 레드카펫》 (2024년-6회, KBS2) - 게스트 With 박재정

### 라디오
| 방송일                     | 방송사      | 제목                         | 역할 | 비고                                                     |
| -------------------------- | ----------- | ---------------------------- | ---- | -------------------------------------------------------- |
| 2013년 1월 28일 - 3월 3일  | MBC FM4U    | 《정오의 희망곡》            | DJ   | DJ 김신영의 부재기간 동안의 임시 DJ                      |
| 2013년 5월 6일 - 8월 18일  | MBC FM4U    | 《로이킴 정준영의 친한친구》 | DJ   | 정식 DJ로 데뷔한 프로그램 / 2013 MBC라디오 로고송을 부름 |
| 2014년 9월 29일 - 10월 5일 | MBC 표준FM  | 《윤하의 별이 빛나는 밤에》  | DJ   | 임시 DJ                                                  |
| 2015년 10월 7일 - 10월 8일 | MBC 표준FM  | 《정준영의 심심타파》        | DJ   | 스페셜 DJ                                                |
| 2015년 12월 1일, 8일       | 멜론 라디오 | 로이스타FM 1-2화 시즌1       | DJ   | 멜론라디오 스타 DJ                                       |
| 2015년 12월 13일           | KBS Cool FM | 케이팝 플래닛                | DJ   | 25화(외로운 사람들을 위한 라디오) DJ                     |
| 2016년 8월 1일 - 8월 7일   | SBS 파워FM  | 《장예원의 오늘 같은 밤》    | DJ   | 한 여름의 뮤직위크. 어쿠스틱 위크 DJ                     |
| 2017년 5월 15일, 22일      | 멜론 라디오 | 로이스타FM 1-2화 시즌2       | DJ   | 멜론라디오 스타 DJ                                       |
| 2018년 9월 18일, 27일      | 멜론 라디오 | 로이스타FM 1-2화 시즌3       | DJ   | 멜론라디오 스타 DJ                                       |

### OTT 프로그램
- 2017년
  - 《네이버 V Live》 (2017년 5월 21일) - ROY KIM's LieV - 로이킴의 눕방 라이브!
  - 《MOMO X 개이득2》 (2017년 9월 20일, JTBC) - 로이킴

- 2022년 
  - 《네이버 NOW 야간작업실》 (2022년 10월 23일) - 로이킴 컴백쇼
  - 《네이버 VIBE》 (2022년 10월 25일) - 로이킴 파티룸
  - 《it's Live One Take Band LIVE》 (2022년 10월 26일) - 로이킴 (그때로 돌아가, 괜찮을 거야)
  - 《M2 LIVE》 (2022년 11월 7일) - 로이킴 (괜찮을 거야)
  - 《1stLook TV 나의플레이리스트 mymy》 (2022년 11월 13일) - 로이킴 (Compass)
  - 《강형욱의 개스트쇼 ep.4》 (2022년 11월 19일) - 무아킴
  - 《디글 Diggle 동네스타K2 ep.11》 (2022년 11월 19일) - 돌아온 로이킴
  - 《KBS Kpop 리무진 서비스 ep.38》 (2022년 11월 22일, KBS) - 로이킴
  - 《로이 노래연습실》 (2022년 11월 23일, Wake One)

### CF
- 2012년
  - 《서울우유 : 도토루》 - 식품
  - 《오비맥주 : 카스 라이트》 - 주류
  - 《KB 국민카드 : 슈퍼스타K4 Top12 KB 국민카드 브랜드송 해피데이편》 - 금융/보험
  - 《CJ E&M 넷마블 : 모두의 마블》 - 게임 캐릭터
  - 《KB 국민카드 : 로이킴 슈퍼스타 KB국민 Be*Twin 체크카드》 - 금융/보험
- 2013년
  - 《CJ오쇼핑 : 오클락》 - 소셜커머스 서비스
  - 《CJ 헬로비전 : tving》 - N스크린서비스
  - 《서울우유 : 목장의 신선함이 살아있는 요구르트》 - 식품
  - 《한국지엠주식회사 : 쉐보레 트랙스》 - 자동차
  - 《CJ E&M 넷마블 : 마계촌 온라인》 - 게임 홍보
  - 《빈폴 : 바이크 리페어샵》 - 패션 브랜드
  - 《아모레 퍼시픽 : 프리메라 프렌즈》 - 지구사랑 캠페인 "청춘, 그리고 지구야 힘내"
  - 《KB 국민카드 : KB국민 혜담II 신용카드》 - 금융/보험
  - 《바슈롬 코리아 : 바슈롬 일회용 렌즈 소프렌 데일리》 - 의료기기
  - 《크라운제과 : 초코하임》 - 식품
  - 《바닐라코(banila co) : 잇 래디언트 멀티플 CC 포 맨, 더 그레이트 러브 라인》 - 화장품
- 2014년
  - 《(주)세정 : 헤리토리》 - 캐주얼웨어
  - 《뚜레쥬르 : 착한 캐롤 프로젝트 2014》〈노엘〉(2014.11.25) - 무료배포 이벤트 음원
- 2015년
  - 《킹코리아 : 펫 레스큐 사가》 - 게임홍보. "팀 펫레스큐의 동물 사랑 캠페인"
  - 《올리브영 : 라운드어라운드(ROUND A’ROUND)》내래이션 - 화장품
  - 《롯데제과 : 가나초컬릿》광고음악 - 식품
- 2016년
  - 《(주) KT : 올레(지니)콘텐츠 Y24요금제》광고 음악 - 통신사
  - 《우리카드 : 위비마켓》 - 온라인 오픈마켓

- 2017년
  - 《(주) 화승 : 머렐코리아》 - 캐주얼웨어 (자작곡 광고음원 포함 〈[shorturl.at/jmsCQ 보다 더(Do what's natural)]〉 2017.03.31)
  - 《(주) 플레로게임즈 : 에브리타운》 - 게임 홍보

- 2018년
  - 《쌤소나이트 : 아메리칸 투어리스터》

### 특별활동
- 2015년 UNESCO '소녀교육 캠페인' 홍보대사 @KCON2015-USA
- 2016년 강남구 G+스타존 6기 기부 홍보대사
- 한국음악저작권협회 정회원[20]

### 기타 주요 활동
- 2012년
  - 2012.11.06 《Mnet 슈퍼스타K4 게릴라 자선 공연》 - 홍대 V-Hall
  - 2012.11.21 《로이킴 게릴라 콘서트》[21] - 대구 동성로
  - 2012.11.30 《2012 엠넷 아시안 뮤직 어워즈(Mnet Asian Music Awards, MAMA)》 - 홍콩 HKCEC
  - 2012.12.07 《KARA(Korea Animal Rights Advocates) 연말후원파티》 - 서초동 호텔센트로
  - 2012.12.08 《Mnet '슈퍼스타K4' 로이킴 막걸리 게릴라 콘서트》 - 서교동 메세나폴리스 야외 공연장
  - 2012.12.13 《GWU 한국동문회 송년행사》 - 논현동 파티오 나인
- 2013년
  - 2013.01.05 《신세계백화점 콘서트》 - 신세계백화점 인천점 문화홀
  - 2013.01.19 《오크벨리 특별 콘서트》 - 오크벨리 특설무대
  - 2013.02.07 《KB국민카드와 함께하는 Roy Day》 - 청담동 M CUBE
  - 2013.02.16 《오클락 시네마데이트 팬미팅》 - 용산 아이파크몰CGV
  - 2013.02.23 《Trax 게릴라 콘서트》 - 영등포 타임스퀘어
  - 2013.03.29 《대한토목학회 주관 토목인의 날 행사》 - 논현동 토목회관
  - 2013.05.04 《프리메라 프렌즈 에코 콘서트》 - 명동 오설록 티하우스
  - 2013.05.16 《네이버 뮤직 음악감상회, Jason Mraz with Friends : Unplugged Eco Live[깨진 링크(과거 내용 찾기)]》 - 홍대 Cafe Monobloc
  - 2013.05.22 《고려대학교 석탑방송잔치》-고려대학교 인촌기념관
  - 2013.05.23 《이화여대127주년 대동제 이화문화제 Mosaic》- 이화여자대학교
  - 2013.05.26 《롯데백화점 창원점 축하 콘서트》- 롯데백화점 창원점
  - 2013.06.01 《이문세 콘서트》- 송파구 잠실종합운동장 올림픽주경기장
  - 2013.06.15 《천안 신세게 토크 콘서트》- 신세계백화점 천안점 문화홀
  - 2013.06.2회《삼성 드림樂서》 - 수원실내체육관(06.18), 화성종합경기타운(06.27)
  - 2013.06.29 《SKT '무한톡' 콘서트》 - 유니클로 악스홀
  - 2013.07.04 《네이버 뮤직 음악감상회, 로이킴과 함께 영화관에서》- 여의도 CGV 로이킴관
  - 2013.07.21 《제10회 청소년 생명사랑 프로젝트 후원 희망과 사랑 나눔 열린음악회》- 하야트호텔 그랜드 볼륨 리젠시룸
  - 2013.08.23 《로이킴 첫 번째 팬미팅》- 건국대학교 새천년홀[22]
  - 2013.10.25 《조지타운 대학교 2013-14 대학농구시즌 개막식 축하공연》- 미국 조지타운 대학교 McDonough Arena
- 2014년
  - 2014.06.12 《한국지반공학회 창립 30주년 기념식 행사》 - 논현동 건설회관
  - 2014.여름 《롯데, 신세계, 현대 백화점 문화홀 콘서트》 다수
  - 2014.08.15 《빅이슈 코리아》 90호 재능기부: '빅이슈'에 분 '로이킴 효과'...판매원 "고향 다녀오게 돼"[23]
  - 2014.10.13 《2014 인천 아시안게임 선수단 격려 축하 공연》 - 청와대연무관
  - 2014.10.13-15 《Roy Kim "HOME" 2014 HI FIVE 台北見面會(타이페이 견면회), 대만 팬 프로모션 투어 - 타이완 타이베이시 ATT ShowBox[24]
  - 2014.10.16 《딜리셔스 뮤직시티-치맥카니발》 - 상암 DMC 문화공원
- 2015년
  - 2015.04.17 《Action 2015 EVENT #EndPoverty》- 미국 워싱턴 D.C. 세계은행, James D. Wolfensohn Atrium
  - 2015.05.21 《2015 단국대학교 죽전캠퍼스 축제》- 단국대학교
  - 2015.05.31 《2015 Hito 뮤직 어워즈 시상식 축하공연 (웨이리안과 듀엣)》- 타이완 타이베이시 臺北小巨蛋 (타이페이 아레나)
  - 2015.06.18 《신세계백화점 콘서트》 - 신세계백화점 본점 문화홀
  - 2015.10.23 제26회《경상남도 생활체육대축전》 - 경상남도 거창 거창종합운동장
  - 2015.10.28 《제9차 유네스코 파리 청년 포럼》 - 프랑스 파리 유엔 교육 과학 문화기구(UNESCO) 본부 빌딩
  - 2015.11.04 《제17회 한중가요제》- 중국 베이징 스타파크
  - 2015.12.16-21 사진전《천사들의 편지》13th Together (이문세합창단과 함께 참여) - 서울 인사아트갤러리
- 2016년
  - 2016.01.08 《타이완 Online 見面會》- Online 팬미팅
  - 2016.03.19 《KASCON27 (Korean-American Students Conference)》폐회 축하공연 - 미국 뉴욕 The Town Hall
  - 2016.05.26 《응답하라 1906 명신여학교 창학 110주년 축제》- 숙명여자대학교
  - 2016.06.12 《월드디저트 페스티벌》- 난지한강공원
  - 2016.06.15 《이승철 데뷔 30주년 기념 LIVE》게스트 - 남산 예술원 야외무대
  - 2016.07.19 《2016년 하계 올림픽 대한민국 결단식》축하공연 - 올림픽공원
  - 2016.08.25-28 《말레이시아 프로모션 투어 2016》- 쇼케이스(2016.08.26) - 쿠알라룸푸르, My FM Dare Dare Come 2.0 Go!(2016.08.27) - 이포
  - 2016.10.14 《미주 한인 위원회(CKA)》- 축하 만찬 공연 - 미국 워싱턴 D.C. Ronald Reagan building
- 2017년
  - 2017.01.18 《2017 GUESS New Year Party》 - 가로수길 직영점
  - 2017.02.21 《대구 시민주간 선포식 축하공연》 - 대구 EXCO 오디토리움홀
  - 2017.03.30 《대한토목학회 주관 토목인의 날 행사》 - 논현동 토목회관
  - 2017.03.31 《경주 벚꽃 축제 축하공연》 - 경주 보문 수상공연장
  - 2017.04.08 《Life-Plus 벚꽃피크닉 페스티벌 2017》 - 여의도 63빌딩 앞 여의도 한강공원 민속놀이마당
  - 2017.04.29 《하이원 불꽃축제》 - 정선군 강원랜드 잔디마당
  - 2017.05.16 《네이버 온스테이지 339회 아는 남자, 로이킴》 - 일산 퍼스트가든
  - 2017.05.17-25 17일:《HUFSTIVAL》- 한국외국어대학교, 20일:《개교 132주년 기념 AKARAKA》- 연세대학교, 22일:《석탑대동제》- 고려대학교, 25일: 《태울석림제》- 한국과학기술원
  - 2017.07.30 세브란스 어린이병원 주최《제26회 푸른 삶 캠프》재능기부 공연 - 의정부 한마음수련원
  - 2017.09.24 《제15회 코러스 축제》- 미국 버지니아주 보관됨 2017-01-11 - 웨이백 머신 Sully Historic Site
- 2018년
  - 2018.05.30 《2018 전주교육대학교 TMI 대동제》- 전주교육대학교
  - 2018.07.27 과학기술정보통신부와 KOFST 공동주최《대한민국과학기술연차대회》재능기부 공연 - 코엑스
  - 2018.08.08 《KCON West》- 미국 로스엔젤레스 Hammer museum
  - 2018.08.31 《피크닉 콘서트》- 성남 을지대학교
  - 2018.09.08 《소리결 음악회》 '정인 & 로이킴의 Music City'- 동탄복합문화센터 반석아트홀
  - 2018.09.09 《2018 용인 버스킨 미니 콘서트》- 용인시 국민체육센터
  - 2018.09.20 《C:autumn》- 중앙대학교, 《진리는 나의 빚》 폐막제 공연- 서울대학교
  - 2018.10.07 2회 공연 《2018 ROY KIM 1st Music Fan Meeting in Japan -Song For You》- 일본 도쿄시 世田谷区民会館
  - 2018.12.01 《빅이슈 코리아》 192호 재능기부
- 2022년
  - 2022.10.11 딩고뮤직 킬링보이스

## 수상 내역
| 연도   | 수상 내역 |
| ------ | --- |
| 2012년 | - 《슈퍼스타K4》 우승 |
| 2013년 | - 제7회 《Mnet 20's Choice》 20's 부밍 스타 남자 부문 - 제7회 《Mnet 20's Choice》 Hot Cover 뮤직상 - 제15회 《Mnet 아시안 뮤직 어워드》 남자 신인상                                                                            |
| 2014년 | - 제28회 《골든 디스크》 음반 부문 신인상 - 제28회 《골든 디스크》 디지털 음원 부문 인기상 - 제3회 《가온차트 뮤직 어워즈》 올해의 노래방 인기상 - 제29회 《코리아 베스트 드레서 스완 어워즈》 라이징스타부문                   |
| 2015년 | - 제11회 《타이완 Hito 뮤직 어워즈 2015》 해외 아티스트 인기상 - 제4회 《에이판 스타 어워즈》 베스트 OST상 (피노키오) |
| 2018년 | - 《2018 엠넷 아시안 뮤직 어워즈》 남자 가수상 부문 - 제10회 《멜론 뮤직 어워즈》 뮤직스타일상 발라드 부문 (그때 헤어지면 돼) - 《2019 대한민국 퍼스트브랜드 대상》 남자솔로가수 부문 - 2018 《대한민국 대중 음악 시상식》 본상 |
| 2019년 | - 제33회 《골든 디스크》 음원 본상 - 제8회 《가온차트 뮤직 어워즈》 올해의 가수상 음원(2월) <그때 헤어지면 돼> |

### 가요 프로그램 1위
| 연도   | 수상 내역                                                                                    |
| ------ | -------------------------------------------------------------------------------------------- |
| 2012년 | - 먼지가 되어(with 정준영) - 10월 24일 KMTV 《뮤직 트라이앵글》 1위                          |
| 2013년 | - 봄봄봄 - 5월 11일 MBC 《쇼음악중심》 1위 - Love Love Love - 7월 6일 MBC 《쇼음악중심》 1위 |
| 2014년 | - Home - 10월 16일 M.net 《엠카운트다운》 1위 - 10월 18일 MBC 《쇼음악중심》 1위             |

## 논란
2019년, 정준영 등과 함께 있던 한 대화방에 정보통신망법상 음란물 유포 혐의로 입건되었다. 2020년 2월 기소유예 처분을 받았다. 이에 로이킴의 소속사는 문제의 대화방과는 다른 별도의 대화방이었다는 공식 입장을 전했으며 로이킴은 팬카페에 “저는 2016년 당시 떠돌던 루머의 사진이 합성사진임을 해명해놓은 블로그 포스트를 포털사이트 검색을 통해 발견하고, 그대로 핸드폰으로 스크린 캡처하여 루머가 사실이 아니라는 문자 내용과 함께, 지인들과 하나의 취미로 모인 대화방에 해당 이미지로 전송했습니다”라며 “그 의도와 내용과는 관계없이, 그러한 사진을 공유한 행동 자체가 잘못임을 이번 일로 깨닫고 깊이 반성하고 있습니다”라고 자신의 심경을 올렸다.